# Jean Constant Demaison
Jean Constant Demaison, né le 4 janvier 1911 au hameau de Rossy à Choisy, et mort le 1er septembre 1999 à Seynod, est un sculpteur et statuaire français autodidacte originaire de la Savoie. L'historien Guichonnet dans sa Nouvelle encyclopédie de la Haute-Savoie en parle comme l'un des deux sculpteurs les plus originaux du département avec André Poirson.

## Réalisations
Jean Constant Demaison utilisait le ciseau à bois pour sculpter le chêne sans nœud qui était son matériau exclusif. Il a ainsi réalisé de nombreuses œuvres sacrées pour les édifices religieux de la Haute-Savoie.
Dans sa paroisse de naissance, Choisy, il réalise le tabernacle, la statue du curé d'Ars, la statue de Notre-Dame de la Paix de l'Église Sant-Benoît. Dans la commune voisine, il produit l'ensemble du mobilier (portes, baptistère, mobilier liturgique…) de l'église Notre-Dame-de-l'Assomption de Cercier, dont 16 panneaux représentant l'Ancien et le Nouveau Testament,.

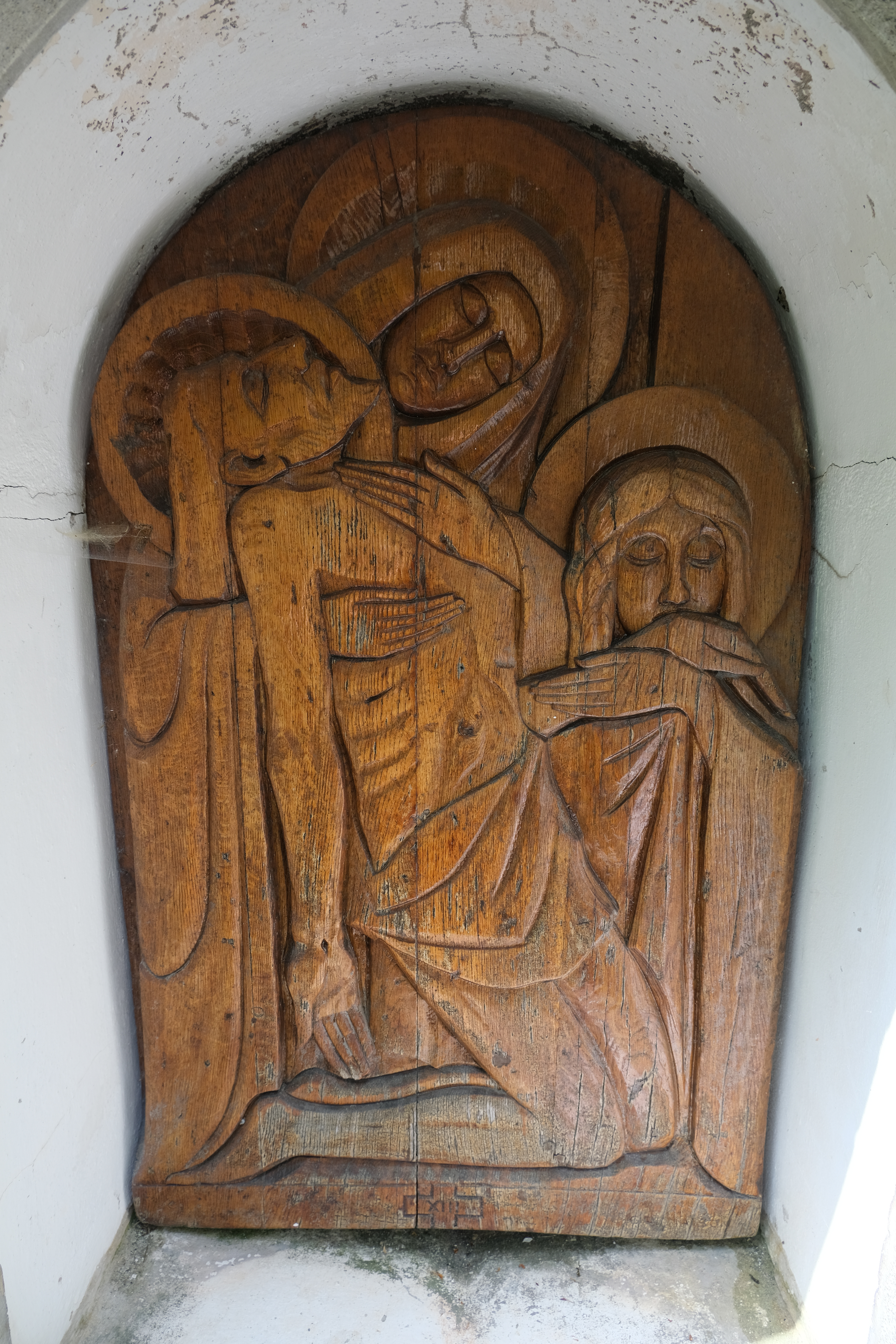
Treizième station du chemin de croix du Calvaire de Thônes

Il réalise la maître ou cène-autel de l'église Sainte-Foy de La Clusaz.
Il est l'auteur de 45 chemins de croix dont ceux de l'église Notre-Dame-de-Liesse, ou encore de l'église Saint-Louis-de-Novel, d'Annecy. Pour l'église de Gaillard, il réalise également le crucifix et l'autel de l'église dédiée à Saint-Pierre. Au quartier du Fayet (Saint-Gervais-les-Bains), il réalise en plus deux ambons et le Sacré-Cœur de l'église Notre-Dame des Alpes. L'une de ces dernières œuvres sera le chemin de l'église Saint-Joseph d'Annemasse en 1985.
Jean Constant Demaison a réalisé les sculptures de la charpente en bois de l'église Notre-Dame-de-Toute-Grâce du plateau d'Assy qui représentent Moïse et Isaïe, les quatre Évangélistes, Saint Bernard de Clairvaux et Irénée de Lyon.
Parmi ses autres réalisations :
- Église Sainte-Madeleine de Saxel : statues d'apôtres dont Saint Pierre (1952-54)[8],[1] ;
- Église Saint-Pierre de Sales : chemin de croix ;
- La Bénite Fontaine à proximité de La Roche-sur-Foron : le Buisson ardent, la Vierge de l'Apocalypse ;
- Église Saint-Jean-Baptiste d'Arbusigny : Statue[1] ;
- Oratoire des Praz-Conduits de Chamonix-Mont-Blanc : pietà en bois ;
- Église Saint-Martin de Vieugy : chemin de croix.